# チルチェ (水雷艇)
チルチェ（Circe、キルケー）はイタリア王立海軍の水雷艇。イタリア海軍艦艇の中で最高となる対潜戦での確認戦果4隻を誇る。

## 艦歴
最初の指揮官はエネール・ベッティカ大尉だった.。
第二次世界大戦の初期、チルチェは同型艦のカリプソ、クリオおよびカリオペとともにメッシーナを拠点とする第13水雷艇戦隊を構成していた。大戦中、同部隊は主に対潜戦および船団護衛の任務についていた。
1940年6月16日の午後7時にチルチェは同型艦ポルーチェ、クリオおよびカリオペととも対潜哨戒任務に就いており、潜水艦の潜望鏡と、発射された魚雷を視認した。シルチェ、ポルーチェおよびクリオは視認地点で爆雷を投下し、9回目の投下によって大量の残骸が浮上した。沈められた艦は英潜水艦グランパスで、北緯37度05分、東経17度30分（シラクサ東方105カイリ）に沈没し、59名の乗組員に生存者はいなかった。
1940年7月29日から31日にかけて、チルチェと同型艦クリオ、クリメーネおよびチェンタウロはナポリからメッシーナに向かい、その後ベンガジに赴く兵員輸送船マルコ・ポーロおよび武装商船チッタ・ディ・パレルモとチッタ・ディ・ナポリからなる船団による「トランスポルト・ヴェローチェ・レント」作戦を護衛した（水雷艇アイローネ、アルチオーネ、アリエールおよびアレテューサが護衛を補強した）。
1941年1月10日の午前7時12分、トンマーゾ・フェリエリ・カプティ中佐の指揮の下でチルチェは同型艦ヴェガとともに（この2隻はイギリスのMC4作戦の偵察のために、前夜トラーパニを出航していた）パンテッレリーアのおよそ7カイリ南東に遠距離から多数のイギリス艦艇を視認した。これは軽巡洋艦ボナヴェンチャー、グロスターおよびサウサンプトンと5隻の駆逐艦に護衛されたマルタに向かう貨物船4隻からなる護送船団（MC4作戦）だった。イタリアの水雷艇2隻もイギリス軍に発見され、砲撃の標的にされたが攻撃するために敵艦隊に接近した。4,000から5,000メートルの距離で、7時26分から28分の間に最初にチルチェが船団の中央に向けて魚雷3発を発射したが4発目は故障のために発射できなかった。次にヴェガがボナヴェンチャーに向けて魚雷数発を発射したが、目標には到達しなった。これはイタリア艇が目標が南東に20ノットの速度で進んでいると認識していたが、実際にはもっと低速だったためだった。また、イギリス艦の砲撃に対して101mm砲でも応戦した。実際として、巡洋艦サウサンプトンとボナヴェンチャーおよび駆逐艦ヘレワードジャガーは当初2隻の水雷艇をイギリスの駆逐艦と誤認していたが、その後反撃に転じ、イタリア艦は撤退した。チルチェは8時15分に接触をたち、無傷で逃げ切ることができたが、ヴェガはボナヴェンチャーからの3斉射を受けて深刻な損傷を受け、ヘレワードからの魚雷攻撃でとどめを刺されて激戦の後に8時15分に沈没した。チルチェは北進して戦闘海域から離れ、8時45分にパンテッレリーア島に到着し、その後、軍医を乗せて沈没地点に戻り、ヴェガの救助にあたったが、ヴェガの乗組員全員のうちで助かったのはわずか5、6名にすぎなかった。戦場離脱中にチルチェは敵機を撃墜した
1941年に入って、チルチェは実効性のない13.2 mm機銃を撤去して8門の20/65mm砲を搭載する改修を受けた。
3月28日から30日にかけて、チルチェ、アルチオーネおよびサジッターリオは2隻のMASとともに、リビアに向けた船団として高校中に英潜水艦アットモストの魚雷攻撃を受けたドイツの蒸気船ルール救助のために派遣され、やはり魚雷攻撃を受けた蒸気船ガリレアとともにトリポリまで護衛し、2隻は無事目的地についた。
1941年5月26日、チルチェは同型艦ペルセオ、クリオ、カリオペとともにマルタ東方での機雷敷設任務に赴いた。
1941年7月17日にチルチェは、損傷を受け、タグボートのチクローペおよびマックス・バレントに曳航されてイタリアに帰還する蒸気船メネスを護衛するためにトリポリを離れた。7月20日に船団はシチリア海峡で英潜水艦ユニオンから攻撃を受けた。11時20分ごろに魚雷の航跡を発見したイタリアの水雷艇は魚雷を回避し、爆雷7発を投下し、航空機がさらに3発の爆雷を投下し、その後油と気泡が海面に浮上した。英潜水艦はパンテッレリーア島の南西約40カイリで生存者なしで沈没した。
9月7日にチルチェは、蒸気船エルネスト、内燃汽船コル・ディ・ラナおおび油槽船ポツァリーカからなるトリポリーナポリ間の船団を護衛するために駆逐艦ダ・レッコ、フレッチャ、フォルゴーレ、ストラーレに合流した。9月7日に蒸気船エルネストがパンテッレリーア島沖でオランダの潜水艦 O 21 からの魚雷攻撃を受けて損傷し、チルチェはストラーレと共にトラーパニまでの航海を支援し、8日に到着した。船団の残りの艦船はナポリへの航海を続け、翌日到着した。
9月10日、水雷艇ペガソ、プロチオーネ、オルサおよびチルチェと駆逐艦フルミーネおよびオリアーニは蒸気船テンビエン、カッファーロ、ニコロ・オデーロ、ニルヴォ、ジュリアおよびバインシッツァからなるリビアへの船団を護衛するためにナポリを離れた。9月12日に船団はトリポリの北西でイギリス第830飛行隊のフェアリー ソードフィッシュの攻撃を受け、カッファー路が北緯34度15分、東経11度54分の地点で沈没し、テンビエンとニコロ・オデーロが損傷し、後者は翌日のさらなる空襲によってとどめを刺され、船団の残りはトリポリに到着した後で北緯32度51分、東経12度18分の地点で沈没した。
1941年9月19日にチルチェは航空攻撃によって損傷を受けた。

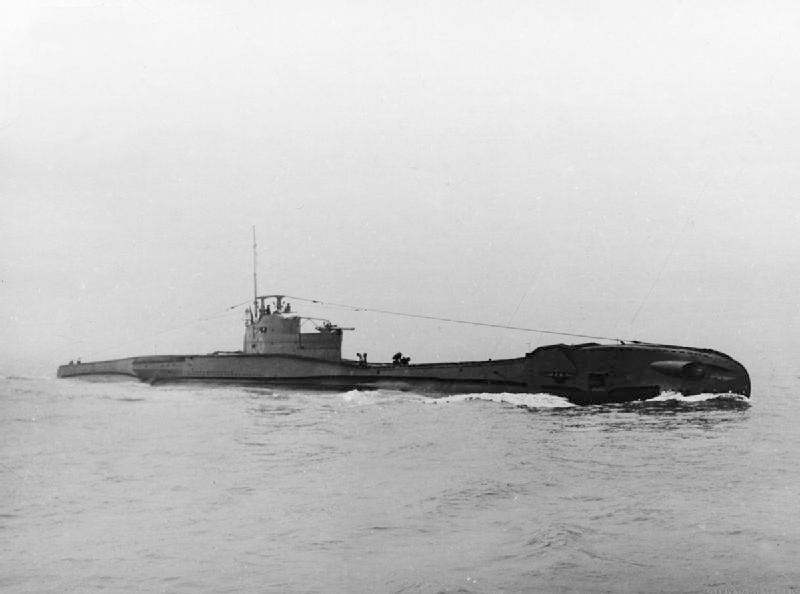
1942年2月13日にチルチェによって沈没させられた英潜水艦テンペスト

1942年2月12日 20:20、ステファニーノ・パルマス少佐の指揮の元で、ターラント湾で蒸気船バスファーロを護衛中に、油槽船ルカーニアが英潜水艦ウナからの魚雷攻撃されたことを受けてクロトーネに直行してクロトーネとアリーチェ岬の間の海域で対潜哨戒を行う命令を受けた。2月13日の3時2分、チルチェはクロトーネの北西約30カイリの海上でイオニア海を哨戒中の英潜水艦テンペストを視認し、潜水艦もイタリア艦を視認して潜水したが、3時15分にソナーに捉えられた。3時32分にチルチェは最初の爆雷投下を行い、潜水艦にさまざまな損傷を与え、その後、夜明けまでは攻撃を与えることなく潜水艦の頭上に止まったが、これは荒れた海面と暗闇のために爆雷を正確に投下することができなかった。7時16分にチルチェ2回目の爆雷投下を実施し、敵潜水艦に深刻な損傷を与え、十分後にはナフサが海面に浮き出した。7時55分にイタリア艦はさらに爆雷を投下し、さらにナフサと気泡が海面に現れた。9時15分にチルチェは最後の爆雷攻撃を行い、9時42分に大量の気泡が浮かび上がった。9時45分から48分の間にに損傷したテンペストが浮上し、チルチェからの砲撃を受けた。乗組員の一部が艦を放棄している間に、2人の男が砲に近づいているのが見えたので、9時49分から51分まで、砲を発射するすべての英国の試みが放棄されるまで、機関銃と101ミリ砲（9発を発射した）での攻撃が行われた。チルチェはその後、潜水艦を拿捕するために乗り込もうとしたが、海が荒れていたためできなかった。その時点でイタリア艦は、十数発の大砲を命中させてすでに敗走して漂流している敵潜水艦を仕留めようとしたが、この試みも効果がなかった。最終的に、潜水艦を曳航することが決定され、そのために2人のイタリア人水兵が潜水艦に乗り込み、曳航索を準備したが、その途中でテンペストは急速に沈没し始め、チルチェからの2人が海に身を投げた後、北緯39度15分、東経17度45分地点で沈没した。チルチェはまた、ランチをおろしてテンペストの生存者23名（乗組員62名中）の回収にあたった。
1942年2月21日、「K. 7」作戦中にチルチェは駆逐艦マエストラーレ、ピガフェッタ、ウゾディマーレ、ペッサーニョおよびシロッコと共に、大型タンカーのジュリオ・ジョルダーニおよび近代的な貨物船のレリーチとモンヴィーゾからなる船団の護衛を務めて13:30にコルフを出航してその後トリポリに到着した。2月23日の10時14分、ミスラタ岬の北西を14ノットで航行していたチルチェは距離1800メートル、方位46度に船団を攻撃しようとしている英潜水艦をソナーで探知した。チルチェは18から20ノットに増速し、1000メートルの距離で急速潜航を開始した敵潜水艦の潜望鏡を視認した。チルチェは16ノットの速度で深度70メートルで爆発するようにセットした6発の爆雷を投下し、そのすぐ後の10時32分にP38が艦尾から大きく浮上した。この時点でペッサーニョとウゾディマーレも介入してそれぞれ爆雷を投下し、敵潜水艦が浮上するとすぐに航空機と連携して機関銃で攻撃した。戦闘は非常に混乱し、水雷艇は攻撃を続けることができず、同士打ちで水兵が機関銃で射殺されたりもした。その後、他の艦艇を呼び戻したチルチェは浮上後すぐに再潜水した敵潜水艦を発見し、75メートルにセットした爆雷を11発投下した。その後間もない10時40分にP38は45度の角度で艦尾から浮上して空中でスクリューが空転し、その後すぎに乗組員全員とともに北緯32度48分、東経14度58分の地点に再び沈没した。チルチェは沈没地点に約1時間半止まり、水深350メートルに沈んだ潜水艦からの音（おそらく空気と燃料が漏れる音）を聞き続けた。
6月28日にチルチェは2隻のドイツの魚雷艇とともに蒸気船サヴォーナを護衛してベンガジから出航したが、同船はシディ・スエイチャー近海で座礁した。
1942年11月1日、チルチェと旧型の水雷艇サン・マルティーノは10月29日にブリンディジを出航してトブルクに向かう武装商船ザーラおよびブリオーニを護衛するために派遣された。11月2日の午前8時ごろ、船団はイギリスの魚雷艇からの攻撃を受け、8時15分にザーラに魚雷が命中した。チルチェは傷ついた艦艇を曳航したが、夜8時ごろに沈み始め、すぐにトブルクから約50カイリの地点で沈没した。チルチェとサン・マルティーノはザーラの乗組員の救助を行い、5名を除いて全員を回収した。
1942年11月26日から27日にかけての夜間、チルチェはパレルモの沖でリビアに向かう船団を護衛しており、船団の後尾に位置してたチルチェはライトが見えにくい状態でジグザグに進んでいた。パルマス艦長が海図を作成している最中に艦橋にいた士官が航路計算を誤り、この結果チルチェに武装商船チッタ・ディ・トゥニージが衝突した。この衝撃でチルチェの船体はほぼ真っ二つに折れ、船体中央部に大きな亀裂が生じ、右舷側に衝突されたチルチェは乗組員の懸命の努力にもかかわらず数分後にカステッランマーレ・デル・ゴルフォの北東約40カイリに沈没した。
パルムス艦長とその他の65名の士官、下士官および水兵が船と運命を共にした。生存者は駆逐艦フォルゴーレに救助された。

### 指揮官
- アルド・ロッシ中佐（1899年11月28日 コゴレート、1940年６月10日 - 7月）
- トマーゾ・フェリエーリ・カプティ少佐（1903年３月12日 フローレンス生、1940年7月 - 1941年3月）
- カール・ウンゲル・フォン・レーヴェンベルク少佐（1906年12月11日 ルッカ生、1941年3月 - 12月6日）
- ステファニーノ・パルマス少佐（1907年3月26日 イッティリ生、1941年12月7日 - 1942年11月27日）